# Kihelkonna (ciruela)
Kihelkonna es una variedad cultivar de ciruelo (Prunus domestica), de las denominadas ciruelas europeas.
Una variedad de ciruela se cree originaria de Kihelkonna o en otras partes del noroeste de Estonia. Se desconoce la fecha de origen y la historia de su origen.
Las frutas de tamaño mediano de forma ovalada ligeramente irregular, su epidermis con un color rojo parduzco, y pulpa de color  amarillo verdoso, consistencia media, jugosa con sabor agridulce, ligeramente picante. Tolerancia a los inviernos de Estonia es buena.

## Sinonimia
- "Kihelkonna ploom'".[6]

## Historia
'Kihelkonna' variedad de ciruela que se cree se originó o que se encontró en Kihelkonna que se sitúa al noroeste de la isla de Saaremaa en Estonia. Se desconoce la fecha de origen y la historia de su origen. Fue incluida en la prueba de comparación nacional de variedades a principios de los años 60, según el término de la época, denominada como variedad de selección nacional (ahora denominada en Estonia como "variedad del terreno").
Se encuentra cultivada en la colección de germoplasma de plantas vivas del Centro de Investigación Hortícola Polli, dependiente del "Departamento de Ciencias de la Vida" de la Universidad de Tartu, desde el año 2002.

## Características
'Kihelkonna' es un árbol de porte erguido, de mediana altura, con copa ligeramente extendida, productiva. Buena resistencia al invierno. Es autofértil da buenos frutos con su polen y es un buen polinizador para variedades de floración tardía tales como 'Liivi Kollane Munaploom', y 'Polli Munaploom'. Flor blanca, que tiene un tiempo de floración que comienza a partir del 21 de abril con el 10% de floración, para el 26 de abril tiene una floración completa (80%), y para el 3 de mayo tiene un 90% de caída de pétalos.
'Kihelkonna' tiene una talla de tamaño mediano 22 g, la forma es ovalada ligeramente irregular, su epidermis con un color rojo parduzco, la sutura se puede ver como una línea, con pruina ligera; pedúnculo de longitud largo, grosor fino; pulpa de color amarillo verdoso, consistencia media, jugosa con sabor agridulce, ligeramente picante.
Hueso semi adherido a la pulpa.
Su tiempo de recogida de cosecha es a finales de septiembre.

## Usos
Se usa comúnmente como postre fresco de mesa buena ciruela de postre de fines de verano, 'Kihelkonna' hace una compota sabrosa, y también apto para hacer mermelada.